# Брезє-при-Подплату
Брезє-при-Подплату (словен. Brezje pri Podplatu) — поселення в общині Рогашка Слатина, Савинський регіон, Словенія. Висота над рівнем моря: 258,7 м.